# Press Your Luck
Press Your Luck es un concurso de televisión de los Estados Unidos que fue creado por Bill Carruthers y Jan McCormack. El programa se estrenó en el 19 de septiembre de 1983 en CBS, y tuvo 758 episodios; el concurso tuvo su episodio final en el 28 de septiembre de 1986. En este concurso, los concursantes proveyeron respuestas correctas a preguntas para colectar giros que ellos pudieron usar en un tablero de juego con 18 espacios; el concursante que tuvo la cantidad máxima de dinero haría guardar el dinero y ganar el juego. El presentador del concurso fue Peter Tomarken, y el narrador principal fue Rod Roddy. John Harlan y Charlie O'Donnell (el narrador principal de Wheel of Fortune entre 1975 y 2010) sustituyeron por Rod Roddy según sea necesario. Press Your Luck fue producido en los estudios 33, 41, y 43 a CBS Television City en Hollywood, California. El programa fue un renacimiento del concurso Second Chance, que fue presentado por Jim Peck y transmitido por ABC en el verano de 1977.
El programa era más conocido por el "Whammy", que fue un personaje animado del color rojo. Cuando un concursante golpeó un espacio con un "Whammy", la cantidad de dinero actual se restableció a cero; habían animaciones que muestran al Whammy tomando el dinero del concursante. Los animaciones fueron creado por Savage Steve Holland y Bill Knopp; la voz del "Whammy" fue Bill Carruthers.

## Formato de juego
Tres concursantes jugaron en todos los episodios del concurso.
Cada episodio del concurso fue empezado por una ronda con cuatro preguntas. Una pregunta fue planteado a los concursantes; el primer concursante para presionar el zumbador proporcionó su respuesta. Los otros dos concursantes fueron presentado con la respuesta del primer concursante y dos respuestas adicionales. Después los tres concursantes seleccionaron sus respuestas, la respuesta correcta fue determinado. Si el concursante seleccionó la respuesta correcta, él o ella recibió un giro en un tablero de juego; si el concursante que presionó el zumbador tiene la respuesta correcta, él o ella recibió tres giros. Tres respuestas fue presentado a los concursantes si ninguno de los concursantes presionar el zumbador en cinco segundos. Un concursante no recibió un giro si él o ella tuvo una respuesta incorrecta. 
Después de la primera ronda de preguntas, los tres concursantes usaron sus giros en un tablero de juego con 18 espacios. Los espacios pudieron tener un valor de dinero (además, algunos espacios tuvo giros extras), un premio sin efectivo, o el "Whammy"; los premios cambiaron cada tres segundos cuando un giro. Hubo una luz que gira alrededor el tablero; cuando un concursante presionó el zumbador, el giro fue completado y el premio o valor de dinero fue añadió a su puntuación. Cuando el zumbador fue presionado en un espacio que tuvo el "Whammy", la puntuación se restableció a cero.
En la primera ronda con el tablero de juego, el concursante que tuvo menos cantidad de giros fue primero; si tuvo un empate; el concursante a la izquierda más lejos del presentador fue primero. Cuando él o ella presionó su zumbador, el valor del espacio que tuvo la luz fue añadió a su puntuación; el concursante guardó jugando hasta que se quedó sus giros o hasta que optó por pasar los giros. Todos los giros pasados pasaron al concursante con la siguiente puntuación más alta, quien entonces debe usar los giros pasados hasta que se quedó sus giros pasados. Si un concursante con giros pasados presionó el zumbador en un espacio con dinero y un giro extra, el giro extra fue añadió para usar o pasar cuando que se quedó sus giros pasados; si él o ella presionó el zumbador en el espacio con el "Whammy", los giros pasados se convirtieron a giros extras. Si un concursante recibió cuatro whammies, él o ella fue eliminado/a para el juego y sus giros fueron descartados.
Cuando todos los giros fueron jugando, hubo una segunda ronda de preguntas que fue seguido por una segunda ronda con el tablero de juego; el concursante que tuvo la mayor cantidad de dinero en la primera ronda fue la última. Los regulaciones de la primera ronda con el tablero de juego fue seguidos. 
El concursante que tuvo la mayor cantidad de dinero después de la segunda ronda ganó el juego y guardó el dinero y los premios que due añadió a su puntuación. Si hubo un empate con dos o tres concursantes por la mayor cantidad de dinero, los concursantes que estuvieron involucrados en el empate ganaron el juego, con una excepción. Si hubo dos concursantes que tuvieron cuatro "whammies", el concursante restante tuvo la opción para usar los giros restantes o a terminar el juego. Si hubo tres concursantes que tuvieron cuatro "whammies", todas los concursantes fueron eliminados del juego. 
En la primera ronda con el tablero de juego, los valores de dinero tuvieron valores de $100 a $1.500, y los premios sin efectivo tuvieron valores de $300 a $2.000. En la segunda ronda, los valores de dinero tuvieron valores de $500 a $5.000, y los premios sin efectivo tuvieron valores de $750 y $6.500. Hubo tres espacios especiales que pudieron afectar la puntuación del concursante: un espacio que duplicó la puntuación y añadió un giro extra, un espacio que ofrece $2.000 o una eliminación de un whammy, y una espacio que añadió el número 1 en el frente de la puntuación. 
Un concursante que tuvo cinco victorias o dinero en exceso del límite de ganancias fue retirado. Del estreno del programa al 31 de octubre de 1984, el límite fue $25.000; el límite fue $50.000 del 1 de noviembre de 1984 hasta el episodio final.

## Historia de radiodifusión
Peter Tomarken, el presentador del concurso Hit Man por NBC, fue nombrado como el presentador de Press Your Luck. El episodio piloto fue grabado en el 18 de mayo de 1983, y la producción del programa comenzó en el 10 de septiembre de ese año. El programa estrenó en el 19 de septiembre de 1983 a las 10:30 a.m, y tuvo competencia de Sale of the Century en ese tiempo por 27 meses.
En el 6 de enero de 1986, el tiempo de Press Your Luck fue cambiado a las 4:00 p.m. para acomodar Card Sharks (que reemplazó Body Language). Muchos estaciones de televisión que fue afiliado con CBS dejó de transmitir el programa, a pesar de que algunos de las afiliadas transmitió el programa en la cinta retrasada. En el agosto de 1986, Press Your Luck fue cancelado por CBS; el episodio final del programa fue transmitido en el 26 de septiembre del mismo año. Después de ese episodio, la red devolvió el intervalo de la 4:00 p.m. a sus afiliadas.
En el año 1987, 130 episodios de Press Your Luck (del febrero a agosto de 1985) fue distribuido a Republic Pictures para sindicación fuera de la red. Estos episodios fueron retransmitido por USA Network cuando se inició retransmisión del programa en el 14 de septiembre de 1987; repeticiones de Press Your Luck fueron eliminados de USA Network en el 13 de octubre de 1995. En el año 1996, Pearson Television compró el programa de Republic Pictures; ahora, el programa es propiedad de FremantleMedia. Game Show Network (GSN) retransmitió la mayoría de los episodios del programa de 2001 a 2009 y de 2012 a 2017. Actualmente, desde el año 2015, los repeticiones del programa son transmitidos por la red Buzzr.

## Concursantes notables

### Michael Larson (1949–1999)
En el año 1984, un conductor del camión de helado con el nombre de Michael Larson tuvo una apariencia en el programa. Después él mirar la programa en su hogar con el uso de la detención de movimiento en su VCR, Larson descubrió que los patrones aleatorios presuntos del tablero de juego no fueron patrones aleatorios; él pudo recordar las secuencias de los patrones para proporcionarle un camino para presionar el zumbador donde y cuando quería. En los episodios que fueron transmitido por CBS en el 8 y 11 de junio de 1984, Larson tiene un gran total de 45 giros después él presionó su zumbador en el "Whammy" en su primer giro. Larson ganó el juego con un total de $110.237 en dinero y premios, un récord de ganancias en un concurso en el tiempo de día.
CBS inició una investigación de engaño contra Michael Larson, pero él fue despejado de las alegaciones y gritó sus premios. Larson murió en el 16 de febrero de 1999. Los dos episodios que destacado Larson no fueron retransmitido hasta el año 2003, cuando Game Show Network estaba permitido para retransmitir esos episodios como un parte de un documental especial sobre de la investigación.

### Otros concursantes
- Randy West ganó $25.742 entre tres episodios del programa en septiembre y octubre de 1983. Él más tarde se convirtió como un narrador para algunos concursos, especialmente después el muerte de Rod Roddy en 2003.
- Jenny Jones ganó $18.706 entre tres episodios del programa en el enero de 1985. Ella se convirtió como una presentadora de un programa de entrevistas (The Jenny Jones Show) entre 1991 y 2003.

## Renacimientos
Entre 2002 y 2003, una nueva versión con el título de Whammy! fue transmitido por Game Show Network. Las reglas del juego fue cambiado por ese versión.
En el junio de 2006, Press Your Luck fue una parte del programa Gameshow Marathon, una miniserie especial que fue presentado por Ricki Lake. Los concursantes para este especial fueron Leslie Nielsen, Kathy Najimy, y Tim Meadows. Este episodio fue dedicado a Peter Tomarken, que murió en una accidente de aviación en el 13 de marzo de ese año.
En el febrero de 2019, Press Your Luck fue revivido por ABC como una serie del horario estelar. Este versión, que es presentado por Elizabeth Banks, estrenará en el 12 de junio de 2019.

Un mejor cambio para este versión es la adición de una ronda final cuando el campeón juega contra el "Whammy" para ganar un gran premio. Además, ya no hubo una posibilidad para un empate en el fin del juego; todos los empates son deciendos por una pregunta de desempate.

## Versiones internacionales
| País                              | Nombre                                         | Presentador                    | Canal             | Año                                               |
| --------------------------------- | ---------------------------------------------- | ------------------------------ | ----------------- | ------------------------------------------------- |
| Australia                         | Press Your Luck                                | Ian Turpie                     | Seven Network     | 1987–88                                           |
| Chile                             | Concurso de Cola Cao (Parte de Sábado Gigante) | Don Francisco                  | Canal 13          | 1986–87                                           |
| Inglaterra                        | Press Your Luck                                | Paul Coia                      | HTV West          | 6 de junio de 1991–20 de septiembre de 1992       |
| Alemania                          | Glück am Drücker                               | Al Munteanu                    | RTLplus           | 1992                                              |
| Alemania                          | Drück Dein Glück                               | Guido Kellerman                | RTL II            | 1999                                              |
| Filipinas                         | Whammy! Push Your Luck                         | Paolo Bediones Rufa Mae Quinto | GMA Network       | 2007–08                                           |
| Taiwán                            | 強棒出擊 (Parte de Slugger Attack)             | –                              | Taiwan Television | 1985–95                                           |
| Turquía                           | Şansini Dene                                   | Oktay Kaynarca                 | Kanal D           | 1994–96                                           |
| Estados Unidos (versión original) | Press Your Luck                                | Peter Tomarken                 | CBS               | 19 de septiembre de 1983–26 de septiembre de 1986 |
| Estados Unidos (versión original) | Whammy! The All-New Press Your Luck            | Todd Newton                    | Game Show Network | 15 de abril de 2002–5 de diciembre de 2003        |